# The Rugby Championship 2025
Ten artykuł dotyczy przyszłego wydarzenia sportowego. Informacje w nim zawarte zmienią się w przyszłości.
The Rugby Championship 2025 – czternasta edycja The Rugby Championship, corocznego turnieju w rugby union rozgrywanego pomiędzy czterema najlepszymi zespołami narodowymi półkuli południowej – Argentyny, Australii, Nowej Zelandii i RPA. Turniej odbędzie się systemem kołowym pomiędzy 19 sierpnia a 4 października 2025 roku.
Wliczając turnieje w poprzedniej formie, od czasów Pucharu Trzech Narodów, będzie to trzydziesta edycja tych zawodów.
Zwycięzca meczu zyskiwał cztery punkty, za remis przysługiwały dwa punkty, porażka nie była punktowana, a zdobycie przynajmniej trzech przyłożeń więcej od rywali lub przegrana nie więcej niż siedmioma punktami premiowana była natomiast punktem bonusowym. Poszczególne związki – pomiędzy październikiem 2024 a lutym 2025 roku – kolejno wyznaczały stadiony na domowe spotkania, a ostateczny harmonogram gier został opublikowany w połowie maja 2025 roku.

## Mecze
| 16 sierpnia 202517:10 | Południowa Afryka |  | Australia | Emirates Airline Park, Johannesburg |
| 16 sierpnia 202517:10 |                   |  |           | Emirates Airline Park, Johannesburg |

| 16 sierpnia 202518:10 | Argentyna |  | Nowa Zelandia | Estadio Mario Alberto Kempes, Cordoba |
| 16 sierpnia 202518:10 |           |  |               | Estadio Mario Alberto Kempes, Cordoba |

| 23 sierpnia 202517:10 | Południowa Afryka |  | Australia | DHL Stadium, Kapsztad |
| 23 sierpnia 202517:10 |                   |  |           | DHL Stadium, Kapsztad |

| 23 sierpnia 202518:10 | Argentyna |  | Nowa Zelandia | Estadio José Amalfitani, Buenos Aires |
| 23 sierpnia 202518:10 |           |  |               | Estadio José Amalfitani, Buenos Aires |

| 6 września 202514:30 | Australia |  | Argentyna | Queensland Country Bank Stadium, Townsville |
| 6 września 202514:30 |           |  |           | Queensland Country Bank Stadium, Townsville |

| 6 września 202519:05 | Nowa Zelandia |  | Południowa Afryka | Eden Park, Auckland |
| 6 września 202519:05 |               |  |                   | Eden Park, Auckland |

| 13 września 202514:00 | Australia |  | Argentyna | Allianz Stadium, Sydney |
| 13 września 202514:00 |           |  |           | Allianz Stadium, Sydney |

| 13 września 202519:05 | Nowa Zelandia |  | Południowa Afryka | Sky Stadium, Wellington |
| 13 września 202519:05 |               |  |                   | Sky Stadium, Wellington |

| 27 września 202517:05 | Nowa Zelandia |  | Australia | Eden Park, Auckland |
| 27 września 202517:05 |               |  |           | Eden Park, Auckland |

| 27 września 202517:10 | Południowa Afryka |  | Argentyna | Hollywoodbets Kings Park, Durban |
| 27 września 202517:10 |                   |  |           | Hollywoodbets Kings Park, Durban |

| 4 października 202517:45 | Australia |  | Nowa Zelandia | Optus Stadium, Perth |
| 4 października 202517:45 |           |  |               | Optus Stadium, Perth |

| 4 października 202514:00 | Argentyna |  | Południowa Afryka | Twickenham Stadium, Londyn |
| 4 października 202514:00 |           |  |                   | Twickenham Stadium, Londyn |